# Jordan Rudess
Jordan Rudess (ur. 4 listopada 1956 w Great Neck w stanie Nowy Jork) – amerykański muzyk, kompozytor i multiinstrumentalista, znany głównie jako pianista. Absolwent konserwatorium Juilliard School of Music w Nowym Jorku. Określany jako pianistyczna nadzieja USA, do momentu kiedy to jako nastolatek kupił pierwszy syntezator klawiszowy, porzucając tym samym zawód muzyka klasycznego. Członek Dream Theater, amerykańskiej grupy muzycznej wykonującej metal progresywny.
Współpracował m.in. z takimi grupami muzycznymi i muzykami jak: Liquid Tension Experiment, Steve Morse, Dixie Dregs, Tony Levin, Vinnie Moore, Annie Haslam, Neal Morse, David Bowie, Jan Hammer, Tony Williams, Enrique Iglesias, Rod Morgenstein, Ayreon oraz Steven Wilson.

## Instrumentarium
- Korg Oasys 88 Note keyboard[5]
- Roland V-Synth XT[5]
- Roland GT-Pro[5]
- Haken Audio Continuum Fingerboard[5]
- Industrial Guitar Lap Steels[5]
- Synthesizers.com Modular[5]
- Freehand Systems Music Pad Pro[5]
- Allen & Heath MixWizard[5]
- APS Power backup[5]

## Wybrana dyskografia
- Jordan Rudess – Arrival (1988, Jordan Rudess)
- Jordan Rudess – Listen (1993, Invincible Records)
- Rudess/Morgenstein Project – Rudess/Morgenstein Project (1997, Domo Records)
- Jordan Rudess – Secrets of the Muse (1997, Magna Carta)
- Liquid Tension Experiment – Liquid Tension Experiment (1998, Magna Carta)
- Jordan Rudess – Resonance (1999, Magna Carta)
- Liquid Tension Experiment – Liquid Tension Experiment 2 (1999, Magna Carta)
- Dream Theater – Metropolis Pt. 2: Scenes from a Memory (1999, Elektra Records)
- Jordan Rudess – Unplugged (2000, Invincible Recordings)
- Rudess/Petrucci – An Evening with John Petrucci and Jordan Rudess (2000, Sound Mind Music)
- Rudess/Morgenstein Project – The Official Bootleg (2001, Domo Records)
- Jordan Rudess – Feeding the Wheel (2001, Magna Carta)
- Dream Theater – Metropolis 2000: Scenes from New York (2001, Elektra)
- Dream Theater – Live Scenes from New York (2001, Elektra Records
- Jordan Rudess – 4NYC (2002, Magna Carta)
- Dream Theater – Six Degrees of Inner Turbulence (2002, Elektra Records)
- Jordan Rudess – Christmas Sky (2002, Magna Carta)
- Dream Theater – Train of Thought (2003, Elektra Records)
- Jordan Rudess – Rhythm of Time (2004, Magna Carta)
- Dream Theater – Live at Budokan (2004, Sony/Elektra)
- Dream Theater – Octavarium (2005, Atlantic Records)
- Jordan Rudess – Prime Cuts (2006, Magna Carta)
- Dream Theater – Score (2006, Warner Music)
- Dream Theater – Systematic Chaos (2007, Roadrunner Records)
- Liquid Trio Experiment – Spontaneous Combustion (2007, Magna Carta)
- Jordan Rudess – The Road Home (2007, Magna Carta)
- Dream Theater – Greatest Hit (...And 21 Other Pretty Cool Songs) (2008, Warner Music)
- Dream Theater – Chaos in Motion 2007-2008 (2008, Roadrunner Records)
- Liquid Tension Experiment – Liquid Tension Experiment Live 2008 - Limited Edition Boxset (2009, Magna Carta)
- Dream Theater – Black Clouds & Silver Linings (2009, Roadrunner Records)
- Liquid Tension Experiment – Liquid Tension Experiment Live in LA (2009, Magna Carta)
- Jordan Rudess – Notes On a Dream (2009, Magna Carta)
- Liquid Tension Experiment – Liquid Tension Experiment Live in NYC (2009, Magna Carta)
- Liquid Trio Experiment 2 – When the Keyboard Breaks: Live in Chicago (2009, Magna Carta)
- Dream Theater – A Dramatic Turn of Events (2011, Roadrunner Records)
- Jordan Rudess – Explorations (2014, wydanie własne)[6]
- Dream Theater – Live At Luna Park (2013, Eagle Rock Entertainment)
- Dream Theater – Dream Theater (2013, Roadrunner Records)
- Dream Theater – Breaking the Fourth Wall (2014, Roadrunner Records)
- Dream Theater – The Astonishing (2016, Roadrunner Records)
- Dream Theater – Distance Over Time (2019, Inside Out Music)
- Dream Theater – Distant Memories - Live In London (2020, Inside Out Music)
- Liquid Tension Experiment – Liquid Tension Experiment 3 (2021, Inside Out Music)
- Dream Theater – A View from the Top of the World (2021, Inside Out Music)

## Publikacje
- Jordan Rudess, Total Keyboard Wizardry: A Technique and Improvisation Workbook, Cherry Lane Music, 2004, ISBN 978-1-57560-679-8
- Jordan Rudess, The Dream Theater keyboard experience: featuring Jordan Rudess, Alfred Publishing, 2009, ISBN 978-0-7390-5801-5